# コルラ (巡礼)
コルラ(チベット文字：སྐོར་ར; ワイリー方式：skor ra, THL: kor ra)は「ぐるりと回り歩くこと」を意味するチベット語であり、同時に宗教的行為を表す。コルラはチベット仏教、あるいはボン教における巡礼のひとつの形であり、一種の瞑想的儀式、実践である。コルラは聖地や神聖視される自然物、人工物の周りを実践者がぐるりと歩くことで完遂され、通常この行為は巡礼のなかの一部として、または式典や祭事、儀式の一部として行われる。広義ではチベット文化圏で行われる巡礼すべてを指してコルラと呼ばれる。

## コルラの定義
チベット人は「巡礼」を「ネコル」(チベット文字：གནས་སྐོར; ワイリー方式：gnas skor)と表す。文字通りに取るならばこの語は「住処の周りを回る」という意味で、すなわちチベット人にとって巡礼とは自らが聖地と関係する手段としてその周りをぐるりと回ることを意味する。コルラという文脈の中では「ネコル」の「ネ」は「力を与えられた物」、「神聖な物」であり、その周りを回る者に変化を与える能力があると信じられている。また一部の自然や人工物はイシュタデーヴァター （仏教）やダキニといった人あらざる者の住処であると考えられている。
「ネ」、すなわちチベット文化における聖地は一般的に以下の4つのパターンに分類することができる。
- 自然物： 最も重要な「ネ」は聖なる山々[note 2]、そして湖である。これらは広大な面積を占めており、その範囲は時に数百平方キロメートルに及ぶ。これらのエリアの中で力をもつと考えられている場所は峰であり、岩、洞窟、泉、川の合流点、鳥葬場である。これら自然の聖地を目的としたコルラは往々にして過酷な山歩きを伴う。峠をいくつも越え、険しい山道を何日もかけて歩き通す。代表的なコルラ・ルートとしてはカイラス山[6][7]、ラプチ（Lapchi）[8]、ツァリ（Tsari）[9]、カワカルポ、マーナサローワル湖、ヤムドク湖、ナムツォ（ナム湖）[3][10][11]が挙げられる。
- 人工物： 都市や僧院、寺院、ストゥーパ、庵など。たとえばネパール、カトマンズの渓谷ではスワヤンブナート、ボダナートといったストゥーパでコルラが行われている。またラサ市ではポタラ宮やトゥルナン寺がコルラの対象となる。
- 隠れ里： チベット語でベユル（英語版）と呼ばれる、ヒマラヤの辺境に存在する理想郷[12][13]。
- 聖人： 場合によっては聖人がコルラの対象、すなわち「ネ」となることがある。

コルラの実践者は「ネコルワ」（チベット文字：གནས་སྐོར་བ; ワイリー方式：gnas skor ba、ネを回る者）と呼ばれる。つまり旅の中で聖地をぐるりと回る儀式を行っているものは誰でも「ネコルワ」である。コルラは功徳を積むための主だった手段のひとつであり、巡礼者はそのためにコルラを実践する。より力の強い聖地をめぐることでより大きな功徳が得られると考えられている。コルラは歩くことで成される場合もあれば、五体投地を繰り返すことで成される場合もある。ただ歩くよりも五体投地によるコルラの方が、また一周だけのコルラよりも多く回る方が、または縁起のよい数字の回数コルラする方が大きな功徳を積むことができるとされている。コルラはマニ車を回しながら、マントラを唱えながら、数珠を数えながら行われる場合もある。仏教徒は通常太陽の巡りに倣って時計回りにコルラする。一方ボン教徒は反時計周りにコルラする。